# Scaptia roei
Scaptia roei är en tvåvingeart som först beskrevs av Macleay 1826.  Scaptia roei ingår i släktet Scaptia och familjen bromsar. Inga underarter finns listade i Catalogue of Life.